# Национални дан борбе против рака дојке
Национални дан борбе против рака дојке се обележава 20. марта у Републици Србији, почев од 2014. године. Обележава се широм земље са заједничким циљем а то је подстицање веће пажње јавности на распрострањеност ове малигне болести и на значај унапређења информисаности жена о важности превентивних прегледа и њеном раном откривању.

## Историјат
Водећи узрок оболевања и умирања од малигних болести у женској популацији широм света представља рак дојке. Из тог разлога 20. март је проглашен Националним даном борбе против рака дојке и припада значајним датумима Календара јавног здравља.
Датум је уврштен у Календар на иницијативу Министарства здравља Републике Србије, Института за јавно здравље Србије „Др Милан Јовановић Батут”, Института за онкологију и радиологију Србије, компаније Авон и Фонда Б92.
Према последњим доступним подацима Светске здравствене организације, током 2020. године у свету је регистровано више од 2.260.000 новооболелих од рака дојке. Преко пола милиона умре од исте болести сваке године. Током исте године, у Европи је регистровано више од пола милиона новооболелих и скоро 142.000 умрлих жена од рака дојке.
Србија не заостаје за светским трендовима када је у питању рак дојке, па је тако и у нашој земљи водећи малигни тумор у оболевању и умирању жена. Потребни су свеобухватни напори и мере за контролу рака, почевши од примарне превенције, преко раног откривања болести и скрининга, па до правовременог лечења жена оболелих од ове болести, како би се на тај начин утицало на смањење морталитета од рака дојке.
У Србији се организовани скрининг рака дојке спроводи од децембра 2012. године и до сада је у програм укључено 40 општина, уз додатно ангажовање мобилних мамографа на терену, да би скрининг мамографија постала доступна што већем броју жена. Континуирано се ради и на јачању капацитета здравствених установа за спровођење скрининга. До сада је спроведено пет циклуса организованог скрининга рака дојке у Србији и у току је друга година шестог циклуса, који се спроводи током 2023. и 2024. године.На скрининг рака дојке позивају се жене старости од 50 до 69 година, а мамографски прегледи предвиђени су да се раде свим женама наведеног узраста на две године.
Национални програми који су донети у Србији за скрининг рака грлића материце, рака дојке и колоректалног рака, би требало у наредном периоду значајно да утичу на смењење оболевања и умирања од наведених локализација малигних тумора.
Многобројним активностима цео март месец је у знаку обележавања борбе против рака, са акцентом на 20. март, када се посебно скреће пажња јавности на распрострањеност ове болести и на подизање свести жена о значају превентивних прегледа у раном откривању рака дојке.